# جيسيكا روث
جيسيكا روث (بالإنجليزية: Jessica Rothe)‏ (مواليد 28 مايو 1987) ممثلة أمريكية درست جيسيكا روث الفنون الجميلة في جامعة بوسطن وتخرجت عام 2009, ثم بدأت مسيرتها عام 2010, ولعبت دور البطولة في فيلم يوم موت سعيد مع إسرائيل بروسارد وروبي مودين. اشتهرت بظهورها في عدة أفلام منها فيلم لا لا لاند عام 2016 وفيلم ليلي وكات عام 2015 وفيلم متوازيات 2015 وفيلم الاتصال التحضيري 2015 وفيلم الومضات الساخنة عام 2013 وفيلم ذئاب 2016 ، ودورها في بطولة فيلم يوم موت سعيد لعام 2017 بالإضافة إلى تتمة يوم موت سعيد 2 يو عام 2019.

## نشأتها
ولدت جيسيكا روث في دنفر ، كولورادو ، ابنة سوزان وستيف روتنبرغ. والدها يهودي. كانت جدتها ، كولين روتنبرغ ، ممثلة مسرحية تنتمي إلى كنيس مجمع شومري توراه في سانتا روزا ، كاليفورنيا. أخذت روث دروس الباليه عندما كانت في الثامنة من عمرها. عندما كانت شابة حضرت معسكرات المسرح الصيفية في مدينة كانساس سيتي. تخرجت روث من جامعة بوسطن في عام 2009 بدرجة البكالوريوس في الفنون الجميلة ، وخلال تلك الفترة تعلمت العزف على الكمان والرقص وصنع الفخار.

## روابط خارجية
- jessica_rothe على تويتر.
- جيسيكا روث على موقع IMDb (الإنجليزية)
- جيسيكا روث على موقع روتن توميتوز (الإنجليزية)
- جيسيكا روث على موقع ميوزك برينز (الإنجليزية)
- جيسيكا روث على موقع بوكس أوفيس موجو (الإنجليزية)
- جيسيكا روث على موقع قاعدة بيانات الفيلم (الإنجليزية)